# Ronald Claver
Ronald Claver (Belo Horizonte, 7 de setembro de 1946) é um professor e escritor brasileiro.
Lecionou no Colégio Técnico da UFMG até sua aposentadoria. Como escritor tem mais de 20 obras publicadas, e diversos prêmios, entre os quais o prêmio Nestlé e o prêmio Cidade de Belo Horizonte.
Foi também secretário municipal de esportes em Belo Horizonte no governo de Patrus Ananias.